# Espira-de-l'Agly
Espira-de-l'Agly é uma comuna francesa na região administrativa da Occitânia, no departamento dos Pirenéus Orientais. Estende-se por uma área de 26.77 km², com 3.460 habitantes, segundo o censo de 2018, com uma densidade de 130 hab/km².